# Tom Lester
Thomas William „Tom“ Lester (* 23. September 1938 in Laurel (Mississippi), Mississippi; † 20. April 2020 in Nashville, Tennessee) war ein US-amerikanischer Schauspieler und Prediger. Er wurde vor allem durch seine Rolle als Eb Dawson in der Fernsehserie Green Acres bekannt.

## Leben
Tom Lester war einer von zwei Söhnen von Pat Lester, einem Buchhalter bei Gulf Oil, und Mary Sue Thornton, einer Geschäftsführerin bei Home Interiors and Gifts. Er verbrachte Teile seiner Kindheit in Jackson auf der Farm seines Großvaters, wo er bei der Maisernte half, Baumwolle pflückte und angelte.
1948, im Alter von zehn Jahren, trat er in die Baptistengemeinde ein. Bereits damals glaubte er nach eigenen Aussagen daran, „dass es Gottes Plan gewesen sei, eines Tages eine Schauspielkarriere in Hollywood zu beginnen“ – seinen Plan Schauspieler zu werden, besprach er bereits früh mit den Eltern.
Nach seinem Abschluss an der High School von Laurel besuchte er die University of Mississippi, wo er einen Bachelor-Abschluss in Chemie und Biologie erwarb. Er besuchte kurzzeitig eine Graduiertenschule an der University of Southern Mississippi, aber die Schauspielerei wurde zu seinem Hauptinteresse.
Nach dem College unterrichtete er zunächst Naturwissenschaften in Purcell im US-Bundesstaat Oklahoma, zog aber schließlich nach Los Angeles in Kalifornien. Dort wurde er Mitglied der First Baptist Church von Beverly Hills.
Selbst auf dem Höhepunkt seiner Popularität lebte Lester bescheiden in einer kleinen Wohnung über einer Garage im San Fernando Valley. Jedes Jahr im Sommer reiste der gläubige Lester durch das Land und hielt Vorträge in Kirchen, bei Jugend- und Erweckungsversammlungen, arbeitete eine Zeit lang für die Organisation von Reverend Billy Graham und predigte den Evangelikalismus.
Nach dem Abklingen seiner Karriere kehrte er in sein Elternhaus in Laurel zurück, hatte aber gelegentlich Gastauftritte im Film und in Fernsehserien und nahm regelmäßig an Autogrammstunden und Fanforen teil, oft verkleidet als Eb Dawson – seiner Paraderolle. Später unterhielt Lester eine Holzfarm im nahegelegenen Vossburg im Jasper County und erhielt 1997 die Auszeichnung „Wildlife Farmer of the Year“ des US-Bundesstaates Mississippi verliehen.
Am 20. Juli 2007 heiratete er im Alter von 68 Jahren seine Frau Kaylie; das Paar lebte zusammen auf der 250 Hektar großen Familienfarm. Lester starb im Alter von 81 Jahren an den Folgen der Parkinson-Krankheit im Haus seiner Verlobten und langjährigen Betreuerin Jackie Peters und wurde von seinem Bruder Michael überlebt. Er wurde auf dem Hickory Grove Cemetery in Laurel bestattet.

## Karriere
In Los Angeles lernte Lester die Radio- und Charakterdarstellerin Lurene Tuttle kennen, die seine Freundin und Schauspiellehrerin wurde. Tuttle schlug ihm vor, im Little Theater zu arbeiten und Schauspielerfahrungen zu sammeln; später folgten auch Auftritte im North Hollywood Playhouse.
In den frühen 1960er Jahren trat Lester in einem Bühnenstück zusammen mit Linda Kaye auf, Tochter des CBS-Produzenten Paul Henning, die ihm ein Vorsprechen für die Rolle des Eb Dawson, Farmarbeiter von Oliver Wendell Douglas (gespielt von Eddie Albert) in der Fernsehserie Green Acres verschaffte. Kaye selbst spielte später die Rolle der Betty Jo Bradley in Petticoat Junction.
Nach einer Probeaufnahme mit Eddie Albert setzte sich Lester gegen rund 400 andere Bewerber durch. Lester sagte später, „er habe die Rolle gewonnen, weil er der einzige Schauspieler war, der wusste, wie man eine Kuh melkt, da er auf einer Farm in Mississippi aufgewachsen war.“ Seine Rolle machte Lester aufgrund der Popularität seiner Figur landesweit bekannt. Er war in seiner Rolle als Eb Dawson auch in anderen Formaten des Serienuniversums von Green Acres zu sehen: so hatte er Auftritte in Petticoat Junction und The Beverly Hillbillies.
Zwischen 1965 und 1971 trat Lester in fast jeder Folge von Green Acres auf, mit Ausnahme der ersten Hälfte der Saison 1967–68, als er an Mononukleose erkrankt war; in der Serie wurde die Abwesenheit seiner Figur mit einer Hochzeitsreise dramaturgisch erklärt. Nach sechs Staffeln wurde Green Acres schließlich 1971 im Rahmen der sogenannten „ländlichen Säuberungen“ (engl. rural purge) von CBS abgesetzt. 1990 ließ er seine Rolle noch einmal – zusammen mit seinen Schauspielkollegen Eddie Albert und Eva Gabor – in dem Fernsehfilm Zoff in Hooterville aufleben.
Auch nach dem Ende der Fernsehserie wurde Lester weiterhin mit seiner Figur Eb Dawson in Verbindung gebracht und oft auch entsprechend besetzt.
Von Mitte der 1970er bis Anfang der 1980er Jahre hatte er unter anderem Gastauftritte in Unsere kleine Farm, Dr. med. Marcus Welby, Knight Rider und Wo die Liebe hinfällt. 1991 spielte er den erwachsenen Pete Maravich in dem Film Sie nannten ihn Panther, der von der Jugend des späteren Basketball-Nationalspielers handelt. Er spielte in zwei Tierfilmen mit: 1974 in Benji – Auf heißer Fährte und 1994 in Gordy. Im Jahr 2004 war er die Stimme des Radiomoderators von KCOW in dem Film Christmas Child, mit William R. Moses und Steven Curtis Chapman in den Hauptrollen. 2014 spielte er mit Ray Stevens und Victoria Jackson in der Komödie Campin’ Buddies, bei der er auch als Produzent auftrat und die sein letzter Auftritt vor der Kamera war.
Lester verband mit Eddie Albert eine jahrelange Freundschaft; er bezeichnete Albert einmal als „Ersatzvater und schauspielerischen Mentor“. Sowohl Lester, Albert, Frank Cady, Mary Grace Canfield und Sid Melton nahmen 1995 an Eva Gabors Beerdigung teil. Als Albert am 26. Mai 2005 im Alter von 99 Jahren an Komplikationen der Alzheimer-Krankheit verstarb, blieb Lester jedoch der Beisetzung fern. Mit dem Tod von Mary Grace Canfield am 15. Februar 2014, die „Ralph“ Monroe in Green Acres dargestellt hatte, war Lester das letzte überlebende Mitglied der Stammbesetzung von Green Acres.
Im deutschen Sprachraum wurde Lester unter anderem von Holger Mahlich und Michael Pan synchronisiert.

## Filmografie (Auswahl)

### Film
- 1974: Benji – Auf heißer Fährte
- 1976: Charo and the Sergeant (Fernsehfilm)
- 1988: Miracle at Beekman’s Place (Fernsehfilm)
- 1989: Bloodnight
- 1990: Zoff in Hooterville (Fernsehfilm)
- 1991: Sie nannten ihn Panther (The Pistol: The Birth of a Legend)
- 1994: Gordy
- 2004: Christmas Child
- 2008: Huntin’ Buddies (Video)
- 2009: Beyond the Forest (Kurzfilm)
- 2014: Campin’ Buddies

### Fernsehen
- 1965–1971: Green Acres
- 1966–1967: Petticoat Junction
- 1968: The Beverly Hillbillies
- 1972: Disney-Land
- 1974: Wo die Liebe hinfällt (Love, American Style)
- 1974: Dr. med. Marcus Welby
- 1981: Unsere kleine Farm
- 1982: Knight Rider
- 1987: California Clan